# XXVIII dynastia
XXVIII dynastia – rządy jednego władcy w starożytnym Egipcie, pochodzącego z Sais, przywódcy powstania przeciwko władzy Achemenidów - władców perskich.
| Okres schyłkowy – XXVIII dynastia |                       |            |          |      |                  |
| Władca                            | Lata panowania p.n.e. | Nomen      | Prenomen | Żony | Miejsce pochówku |
| Amyrtajos                         | 404–399               | Amenirdisu |          |      | Sais ?           |